# Rue Vanderkindere
La rue Vanderkindere (en néerlandais: Vanderkinderestraat) est une voie, principalement commerçante, de la commune bruxelloise d'Uccle.

## Situation et accès
La rue Vanderkindere part de la chaussée de Waterloo pour finir à la chaussée d'Alsemberg.

## Origine du nom
La rue porte le nom de l'homme politique Albert Vanderkindere (1806-1859) et la place qu'elle traverse celui de son fils Léon.